# Garcilaso de la Vega (pesnik)
Garci Lasso de la Vega (Toledo, med letoma 1498 in 1501 - Nica, 14. oktober 1536), bolje poznan kot Garcilaso de la Vega, je bil španski pesnik in vojak v literarnozgodovinskem obdobju Zlate dobe španske književnosti (Siglo de oro).

## Življenje
Garcilaso de la Vega se je rodil med letoma 1498 in 1501 v Toledu kot tretji otrok Garcilasa de la Vege, gospoda Arcosa in višjega poveljnika Leona v Santiagovem redu (Orden de Santiago) in Sanche Guzmán, gospe Batreca in Cuerve.
Po očetovi smrti se je izobraževal na Španskem dvoru, kjer je leta 1519 spoznal dobrega prijatelja in znanega španskega pesnika Juana Boscána. Garcilaso je pod Boscánovim vplivom začel ceniti poezijo, še posebej poezijo pesnika Ausiàsa Marche, ki je kasneje vplivala na pesniško delo Garcilasa.
Leta 1520 je začel služiti kot vojak (Contino real) pod kraljem Karlom I.. V tem času se je naučil več jezikov (grščine, latinščine, italijanščine in francoščine), umetnosti sabljanja, naučil pa se je tudi igrati na citre, harfo in lutnjo. Garcilaso se je leta 1530 preselil s kraljem Karlom I španskim v Bolongo, kjer je bil slednji okronan za cesarja. Tam je živel eno leto, do izgnanstva na otok de Schut na Donavi, potem pa se je preselil v Neapelj. 
Po vrnitvi v Španijo, novembra 1523 je bil imenovan za oboroženega viteza Santiagovega redu v cerkvi svetega Avgustina v Pamploni. 
Med napadom na utrdbo Le Muy v Provansi je bil hudo poškodovan, zato se je preselil v Nico, kjer je leta 1536 umrl.
Ob vrnitvi v Toledo, leta 1525, se je poročil z Eleno de Zúñiga, sestro kralja Karla I. španskega.

## Poezija
Poezija Garcilasa de la Vege se deli na tisto, ki je bila napisana pred njegovo selitvijo v Neapelj, in na tisto, ki je bila napisana potem. V Neaplju je Garcilaso začel pisati pod vplivom italijanskih avtorjev, še posebej petrarkistov in njihove vodje, Francesca Petrarce.
V Italiji je utrdil svoj klasicistični slog pisanja in na novo spoznal klasične rimske avtorje, Horacija, Vergilija ter Ovidija, prav tako pa je spoznal dela klasičnih grških avtorjev.
Opus Garcilasa de la Vege zajema štirideset sonetov, pet pesmi, ena oda, dve žalostinki, ena idila, tri elegije in še nekaj pesmi napisanih v posebnem španskem slogu. Njegove pesmi so prvič objavili po njegovi smrti, leta 1543, kot dodatek zbirki del Juana Boscána (Obras de Juan Boscán). 